# The Mind
The Mind ('La Mente') es un juego de cartas cooperativo presentado en caja pequeña y creado por el diseñador de juegos austríaco Wolfgang Warsch. Lo publicó en 2018 Nürnberger-Spielkarten-Verlag y fue nominado al premio Spiel des Jahres en Alemania en 2018 y ganó el As d’Or al mejor juego en Francia en 2019.

## Tema y equipo
El juego es similar al juego The Game de Steffen Benndorf y, como este, se basa en el juego de solitario clásico. Se juega como un juego de cartas cooperativo para entre dos y cuatro jugadores. En el juego, los jugadores intentan colocar las cartas de su mano en orden ascendente de números en varios niveles y así deshacerse de todas las cartas de su mano. A diferencia de otros juegos cooperativos, los jugadores no pueden comunicarse entre sí ya que no se les permite hablar o hacerse señas.
Cuando todos los jugadores han jugado todas las cartas de su mano, se considera que el nivel ha sido superado. Se vuelven a mezclar las 100 cartas y se reparten tantas cartas como indica el siguiente nivel (dos cartas al nivel 2, tres al 3, y así sucesivamente).
El juego consta de 100 cartas con los valores numéricos del 1 al 100, 12 cartas de nivel, 5 cartas de vida y 3 cartas de estrella ninja (shuriken, 手裏剣).